# Філідор пернамбуцький
Філідо́р пернамбуцький (Automolus lammi) — вид горобцеподібних птахів родини горнерових (Furnariidae). Ендемік Бразилії. Раніше вважався конспецифічним з білооким філідором-лісовиком.

## Поширення і екологія
Пернамбуцькі філідори мешкають на північно-східному узбережжі Бразилії, в штатах Параїба, Пернамбуку, Алагоас, Сержипі та на крайньому північному сходу штату Баїя. Вони живуть у вологому атлантичному лісі. Зустрічаються на висоті до 550 м над рівнем моря.

## Збереження
МСОП класифікує цей вид як такий, що перебває під загрозою зникнення. За оцінками дослідників, популяція пернамбуцьких філідорів становить від 1000 до 2500 птахів. Їм загрожує знищення природного середоавища.